# موریل کوپر
موریل کوپر (انگلیسی: Muriel Cooper) طراح گرافیک اهل ایالات متحده آمریکا بود.
وی همچنین برندهٔ جوایزی همچون برنامه فولبرایت شده‌است.